# Comtesse Woronzow
‘Comtesse Woronzow’ (en russe : Графи́ня Воронцо́ва) est un cultivar de rosier grimpant introduit dans l'Empire russe en 1829 par l'obtenteur Nikolai von Hartwiss (1793-1860). C'est donc la rose la plus ancienne de Russie qui soit conservée de nos jours. 
Il est issu d'un semis de Rosa ×odorata et du pollen d'une rose inconnue.

## Histoire et description
Nikolai von Hartwiss sélectionneur au jardin de Nikita en Crimée forma une collection de roses importante puisque vers 1855 elle comptait 280 variétés de roses, alors qu'elle n'en comptait que 60 auparavant. Cette collection lui servait de base pour obtenir de nouvelles variétés. Hartwiss fut le premier sélectionneur de Russie, et œuvra aussi en Europe orientale. L'objectif principal du travail d'obtention  de Hartwiss était de sélectionner des variétés aux qualités hautement décoratives et aux capacités de résistance aux hivers froids de la côte méridionale de Crimée et à ses étés chauds. Parmi la centaine de variétés obtenues par lui, ‘Comtesse Woronzow’ est l'une des plus représentatives,. 

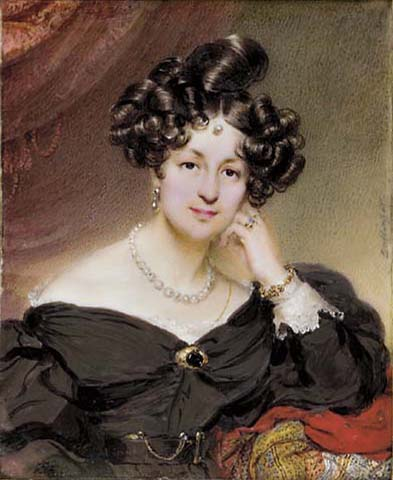
Portrait de la comtesse Vorontsov.

Elle est baptisée en l'honneur de la comtesse Élisabeth Xavierevna Vorontsova (ru)  (Woronzow étant la transcription allemande plus répandue à l'époque. On retrouve aussi le nom en français de l'époque de ‘Comtesse de Worontzoff’), épouse du général Vorontsov (1782-1856), propriétaire du fameux palais Vorontsov en Crimée. On peut toujours admirer ce rosier au jardin botanique de Nikita. C'est le cultivar de Russie le plus ancien qui soit conservé aujourd'hui.
Son buisson dense au feuillage vert foncé s'élève jusqu'à 300 cm. Ses roses au fond jaune sont nuancées de rose foncé au cœur. Elles sont rondes en forme de coupe et parfumées. La floraison est généreuse et de longue durée. Ce rosier grimpant habille les façades à profusion.
Sa zone de rusticité est de 6b à 9b. ‘Comtesse Woronzow’ résiste aux hivers rigoureux, mais son pied doit être protégé par grand froid. Cette variété emblématique à plus d'un titre est toujours commercialisée.

## Source de la traduction
- (ru) Cet article est partiellement ou en totalité issu de l’article de Wikipédia en russe intitulé « Роза 'Графиня Воронцова' » (voir la liste des auteurs).